# Бернардинцы
Бернардинцы (пол. Bernardyni, официально Орден братьев меньших, лат. Ordo Fratrum Minorum) — распространенное название  обсервантской ветви францисканцев на территории Восточной Европы, в первую очередь Речи Посполитой и её странах-наследницах: Польше, Украины, Литве, Белоруссии. Лозунг: «Мир и Добро!». Не следует путать бернардинцев-францисканцев с монахами из ордена цистерцианцев, которых в некоторых странах также называют бернардинцами в связи с выдающейся ролью в становлении ордена святого Бернарда Клервоского.

## История
В начале XIV века францисканцы поделились на три основные направления: обсерванты (лат. OFM), конвентуалы (лат. OFMConv) и капуцины (лат. OFMCap). Папская булла лат. «Ite et vos ad vineam meam» (1517 год) издана по этому поводу, однако не остановила дальнейших разделений.
Орден Братьев Меньших образовался на основе двух групп, которые были сердцевиной реформы: Цис-монтанов и Ультра-монтанов. В XVI веке к ним присоединились: Реформаты, Реколекты и Алькантары. Все пять групп получили свою автономию, но признавали за военачальника Генерального Министра.
На территории Речи Посполитой были распространены исключительно Цис-монтаны, которых называли «Бернардинцами» и Реформаты. Исключение составляет бывший монастырь Алькантаров (Босых Францисканцев) в Пруднике.
Появление Бернардинцев тесно связана с личностью Ивана Капистрана, который посетил в 1453—1454 годах Краков, где основал первый обсервантский монастырь под Вавелем во имя Бернардина Сиенского, своего мастера и главного вдохновителя обсервантских перемен. А чтобы не путать старых (уже привычных) францисканцев-конвентуалов с новоявленными, последних стали назвать «бернардинцами».
Вскоре Бернардины стали одним из самых мощных и многочисленных орденов в Речи Посполитой. В 1518 году основана Львовская кустодия Братьев Меньших.
Накануне Первого раздела Речи Посполитой насчитывалось около 2300 «братьев» и около 100 обителей. Первоначальная провинция сперва разделилась на три, а с 1628 года и на четыре отдельные: Малопольскую, Великопольскую, Русскую и Литовскую.
Русская провинция под именем Непорочного Зачатия Пресвятой Девы Марии (между 1630—1731 не действовала) просуществовала до Первого раздела Речи Посполитой (1772 год).
После того как земли Речи Посполитой были включены в состав различных государств, произошёл распад провинции. На территории, отошедшей к Австро-Венгрии, возникла Галицкая провинция блаженного Яна из Дукли; часть же ордена в Российской империи оставила за собой старое название Русской провинции Непорочного Зачатия Пресвятой Девы Марии. С 1797 года Русская провинция начала выбирать собственного провинциала с резиденцией в Заславле.
В 1816 году под давлением российских властей произошло слияние Литовской и Русской провинций, составивших Литовско-Русскую провинцию, которая просуществовала несколько десятилетий. Последний капитул Литовско-Русской провинции прошёл в Воложине в 1842 году. В 1841 году российская власть образовала «штатные монастыри», а те монастыри, которые не приобрели такого статуса, постепенно были ликвидированы. Братьев из ликвидированных монастырей переводили в штатные монастыри, число которых неуклонно сокращалось. Последний Бернардин из Ордена Меньших Братьев на территории современной Украины умер в Заславле в 1910 году.
После Первой мировой войны адепты Франциска Асизского вернулись на украинские земли. Возродила свою деятельность под предыдущим именем Непорочного Зачатия Пресвятой Девы Марии. 
«Меньшие Братья» оказались на нелегальном положении в советской Украине. После Второй мировой войны, когда к СССР были присоединены земли Западной Волыни и Галиции, в тех землях осталось только трое францисканцев. А после отъезда Яцека Бобера — священника и Клета Богара — брата, остался только один.
В 1975 году благодаря деятельности Мартиниана Войцеха Дажицкого «Орден Братьев Меньших» начинает своё новое подпольное существование в УССР. В условиях конспирации, Дажицкий принимал кандидатов в Орден, которых посылал учиться в Рижскую духовную семинарию. На момент распада СССР «Орден Братьев Меньших» насчитывал на территории Украины 15 священников и семинаристов.
23 марта 1993 года генеральным министром Ордена братьев меньших братом Германом Шалюком была утверждена Кустодия святого Архангела Михаила на Украине, которая была подчинена Краковской провинции. 1 июня 1993 года назначен первый Кустош брат Максимилиян Дубравский. Первый капитул Кустодии имел место 15-17 июня 1993 года в Виннице.
17 июня 2004 года в храме святого Яна из Дукли в Житомире, Генеральным Министром братом Хосе Родригесом Карбалльо и Генеральным Дефиницием братом Шиме Самацом была провозглашена новая самоуправляющаяся Провинция святого Архангела Михаила «Ордена Братьев Меньших». Провинциальным министром был назначен брат Геркулян Мальчук. На момент утверждения провинция насчитывала 86 братьев.